# Lotharingia
Lotharingia (tiếng Pháp: Lotharingie, tiếng Đức: Lotharingien, tiếng Hà Lan: Lotharingen) là một vùng lãnh thổ lịch sử tại Châu Âu đầu thời kỳ Trung Cổ. Vùng lãnh thổ này gần tương ứng với các vùng lãnh thổ Lorraine (Pháp), Luxembourg, Saarland (Đức), Hà Lan và nửa phía đông của Bỉ ngày nay, cùng với một phần của các vùng Nordrhein-Westfalen (Đức), Rheinland-Pfalz (Đức) và Nord (Pháp) ngày nay.
Vùng lãnh thổ này được đặt theo tên của vua Lothair II, người đã nhận được một phần lãnh thổ Trung Frank từ vua cha là Lothair I sau khi vương quốc bị chia cắt cho các hoàng tử nối dõi. Phần lãnh thổ này đã hình thành nên Vương quốc Lotharingia được khai sinh sau sự chia cắt của Vương quốc Trung Frank năm 855, vốn cũng là một vương quốc bị chia cắt từ đế quốc Francia bởi Hiệp ước Verdun năm 843.
Trong nhiều năm sau đó, nhiều cuộc xung đột giữa Tây Frank và Đông Frank vẫn tiếp tục diễn ra tại vùng Lotharingia, chủ yếu bởi lý do vì đây là quê hương của người Frank. Vì địa thế của Lotharingia có giá trị rất lớn đối với vương triều Karolinger. Vương quốc Lotharingia nhanh chóng bị xé nhỏ, bị hạ xuống bậc công quốc, trở thành một trong 5 công quốc gốc hình thành nên Vương quốc Đức, sau đó tiếp tục bị chia nhỏ với phần chủ yếu là Công quốc Lothringen nhỏ hơn nhiều trước khi được sát nhập hầu hết vào Pháp với phần chủ yếu là vùng lãnh thổ Lorraine ngày nay.

## Tên gọi
Vì vương quốc Lotharingia thiếu giá trị nhận biết của một quốc gia, nên nó được đặt theo tên của vua Lothar II regnum quondam Lotharii hoặc Lotharii regnum dân chúng được gọi là Lotharii (từ Lotharius), Lotharienses (từ Lothariensis), hoặc Lotharingi.

## Vương quốc Trung Frank, 843-855
Năm 817, Hoàng đế Louis Mộ đạo lập kế hoạch chia cắt đế quốc Francia cho 3 người con của mình sau khi băng hà. Sự việc không lường trứoc được khi vào năm 817, người con thứ tư là Charles Hói, được sinh bởi người vợ thứ của vua Louis là Judith xứ Bavaria vao năm 823. Khi vua Louis lập lại kế hoạch chia cắt đế quốc lại mà vẫn giữ được công bằng cho Charles, ông vấp phải sự phản đối từ 3 người con khác của mình là Lothaire, Pepin, và Louis. Một thế kỉ nội chiến bắt đầu giữa những người kế nhiệm khiến thời kì hòa bình bị xóa sổ.
Pepin mất năm 838, và Louis mộ đạo mất năm 840. Những người anh em còn lại thiết lập hòa bình vào năm 843 bởi Hiệp ước Verdun. Lothair, người con cả, làm người thế kế chính nhận vùng lãnh thổ có chiều dọc từ Biển Bắc đến miền nam Italy.

## Vương quốc Lotharingia, 855-900

Lotharingia bị phân chia năm 959
Xanh da trời: Alsace, sáp nhập vào Công quốc Schwaben năm 925
Cam: Thượng Lorraine sau 928
Lục: Hạ Lorraine sau 977

Năm 855, khi Lothair I mất tại Nhà thờ Prüm, ông chia cắt vương quốc của mình cho ba người con bằng Hiệp ước Prüm. Người con cả, Louis II xứ Ý, được trao vùng Italy, cùng với danh hiệu hoàng gia. Người con út, Charles xứ Provence, vẫn còn nhỏ, đến Provence. Người con thứ, Lothair II, nhận phần lãnh thổ Bắc Provence. Chính phần lãnh thổ này về sau được gọi là Vương quốc Lotharingia (Latin: Lotharii regnum).
Lothair II cai trị tại thủ đô của mình tại Aachen, Khi ông mất vào năm 869 Lothair II không có con nối dõi, nhưng lại có một người con riêng là Hugh, Công tước xứ Alsace. Hai người chú của mình, vua xứ Đông Frank là Louis Người Đức và vua xứ Tây Frank là Charles Hói (người muốn cai trị toàn bộ vương quốc Lotharingia) vào năm 870 kí Hiệp ước Meerssen đồng ý chia cắt vương quốc Lotharingia giữa họ- phần phía tây xát nhập vào Tây Frank và phần phía đông sáp nhập vào Đông Frank. Điều nãy dẫn tới việc vương quốc Lotharingia chính thức cáo chung. Năm 876 Charles hói xâm chiếm phía đông Lotharingia với mục đích kiểm soát toàn bộ lãnh thổ nhưng bị đánh bại gần Andernach bởi vua Louis Người Đức.
Năm 879 con trai của Louis, vua Louis Trẻ, được các chư hầu mời tham gia trong việc chiếm ngối từ Louis Nói lắp đang ngồi trên ngai vàng Tây Frank. Sau một vài cuộc chiến, hai con trai của Louis Nói lắp là Carloman II và Louis III, chia tây Lotharingia cho Louis. Đường biên giới của hai vương quốc được thiết lập tại Saint-Quentin vào năm 880 bởi Hiệp ước Ribemont.
Vào tháng 11 năm 887 Arnulf xứ Carinthia kêu gọi một hội đồng tại Đông Frank nhằm lật đổ hoàng đế Charles Béo, người kế nhiệm toàn bộ vương quốc trong đế chế. Gới quý tộc Lotharingia tiến hành xác lập luật lệ mới nhằm bầu ra một vị vua tham gia giới quý tộc của Đông Frank hòng lật đổ Charles Béo năm 887 và bầu Arnulf làm vua. Quyền cai trị của Arnulf ở Đông Frank bị phản đối bởi Guy III xứ Spoleto, người đã làm vua của Ý, và Rudolph I xứ Burgundy.
Năm 891 Arnulf đánh bại người Vikings và đuổi họ ra khỏi Louvain. Năm 895 ông đề cử người con ngoài giá thú của mình là Zwentibold vua xứ Lotharingia, nhưng sau đó bị lật đổ và giết hại bởi Reginar, Công tước xứ Lorraine tháng 8 năm 900. Vương quốc hoàn toàn bị xóa xổ và trở thành một công quốc.

## Công quốc Lotharingia, 900-959
Năm 903, vị vua còn nhỏ của Đông Frank là Louis nhỏ bổ nhiệm Gebhard, Công tước xứ Lorraine trở thành công tước xứ Lotharingia.
Khi Conrad I của Đức được bầu làm vua xứ Đông Frank năm 911, giới quý tộc Lotharingian dưới trướng của Reginar, Công tước xứ Lorraine tiến hành tái gia nhập vào Tây Frank, nơi vẫn nằm dưới sự cai trị của Vương triều Caroling.

## Sách